# Register (Orgel)

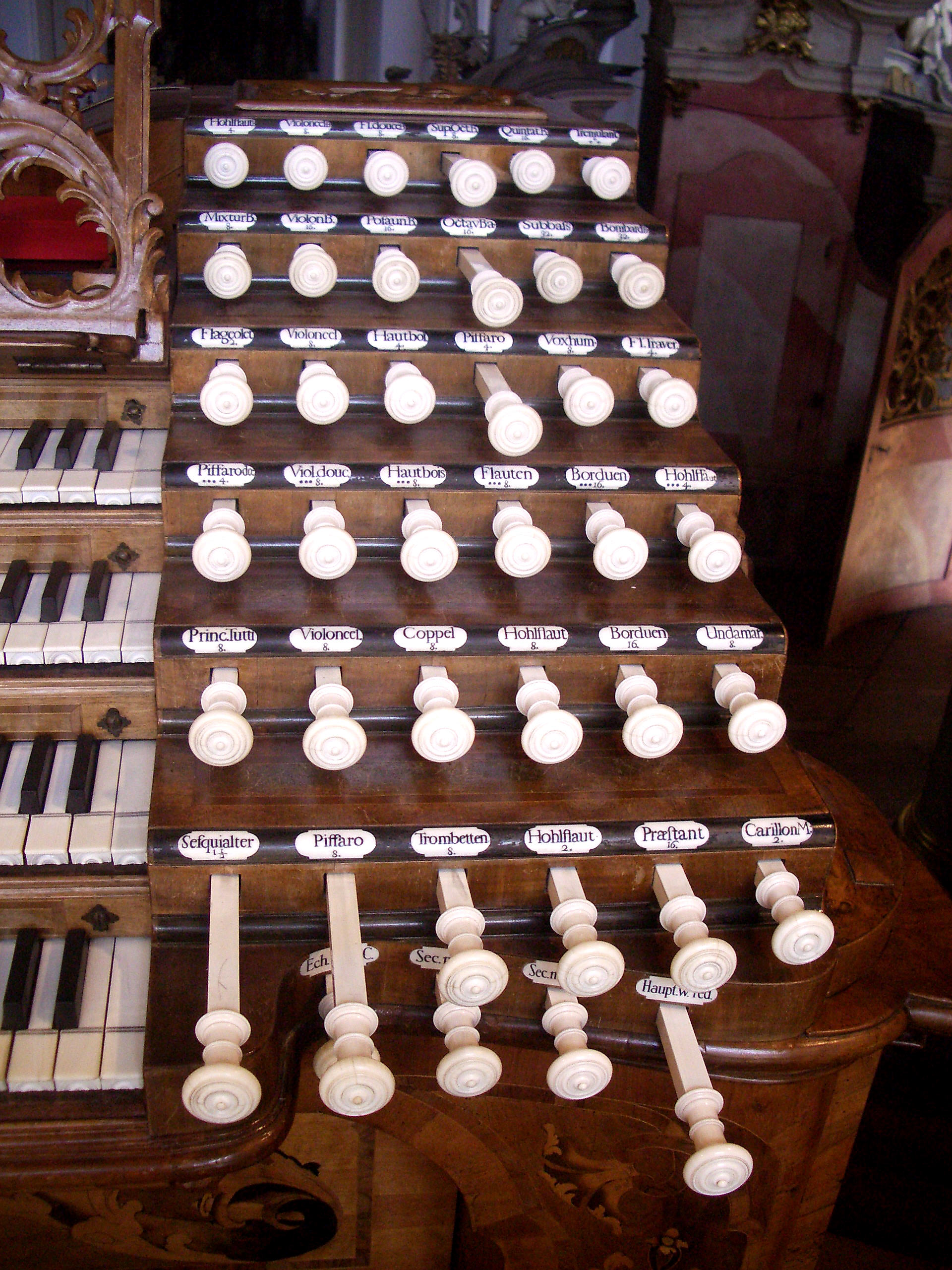
Registerzüge der Orgel der Basilika St. Martin in Weingarten

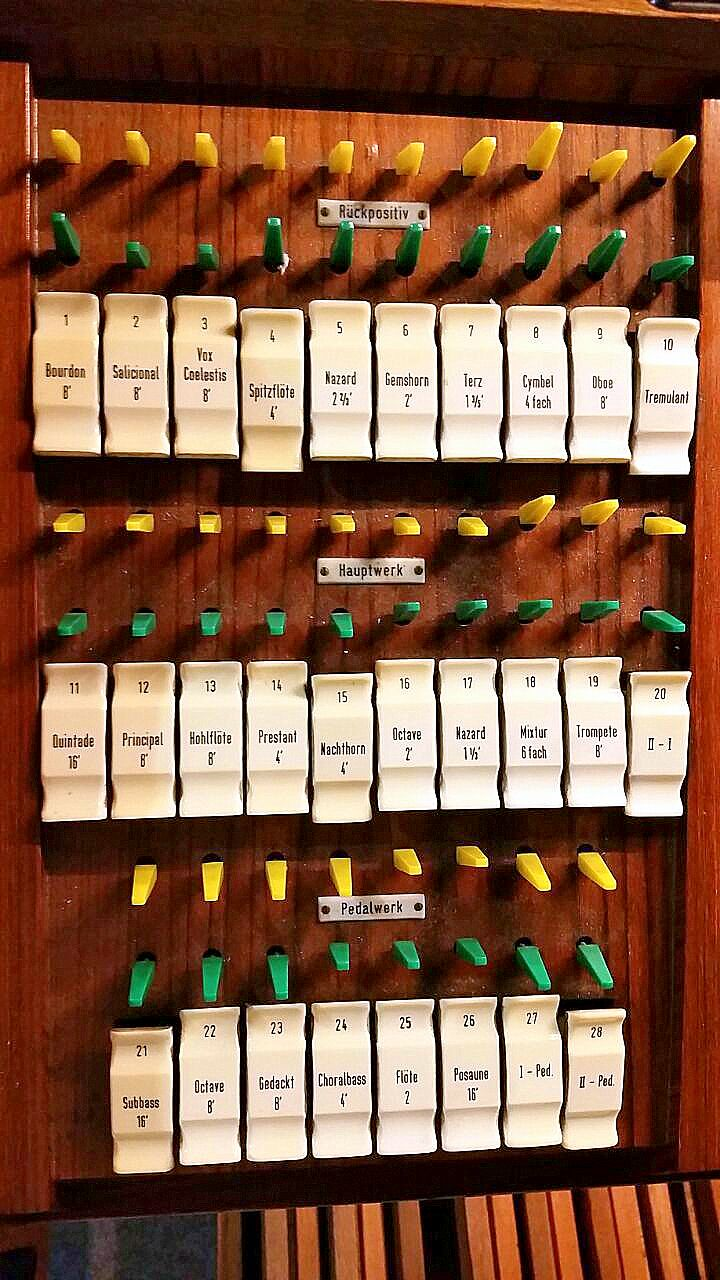
Registerwippen der Orgel der Pfarrkirche Herz Jesu in Köllerbach

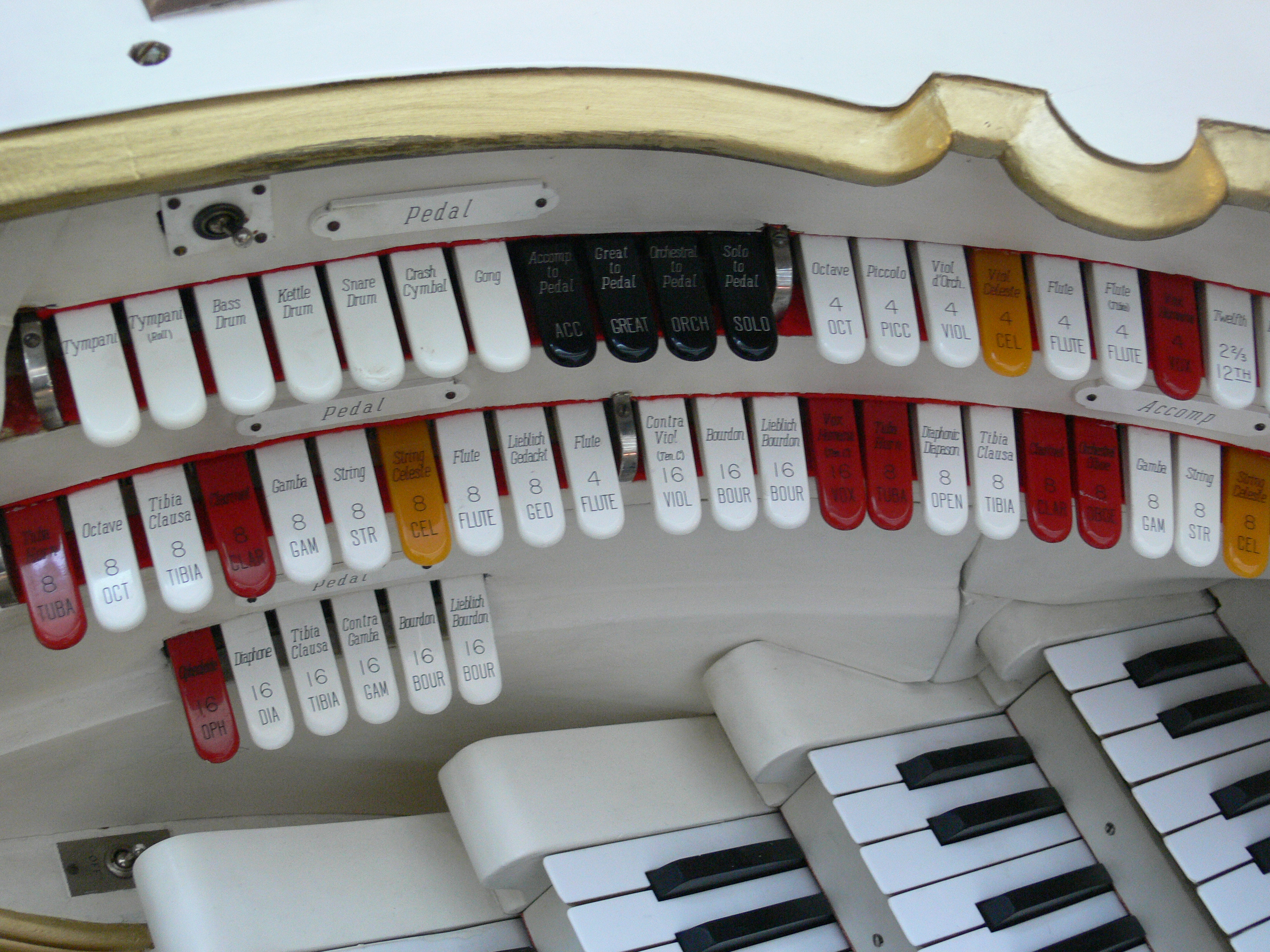
Registerzungen, Wurlitzer Spieltisch

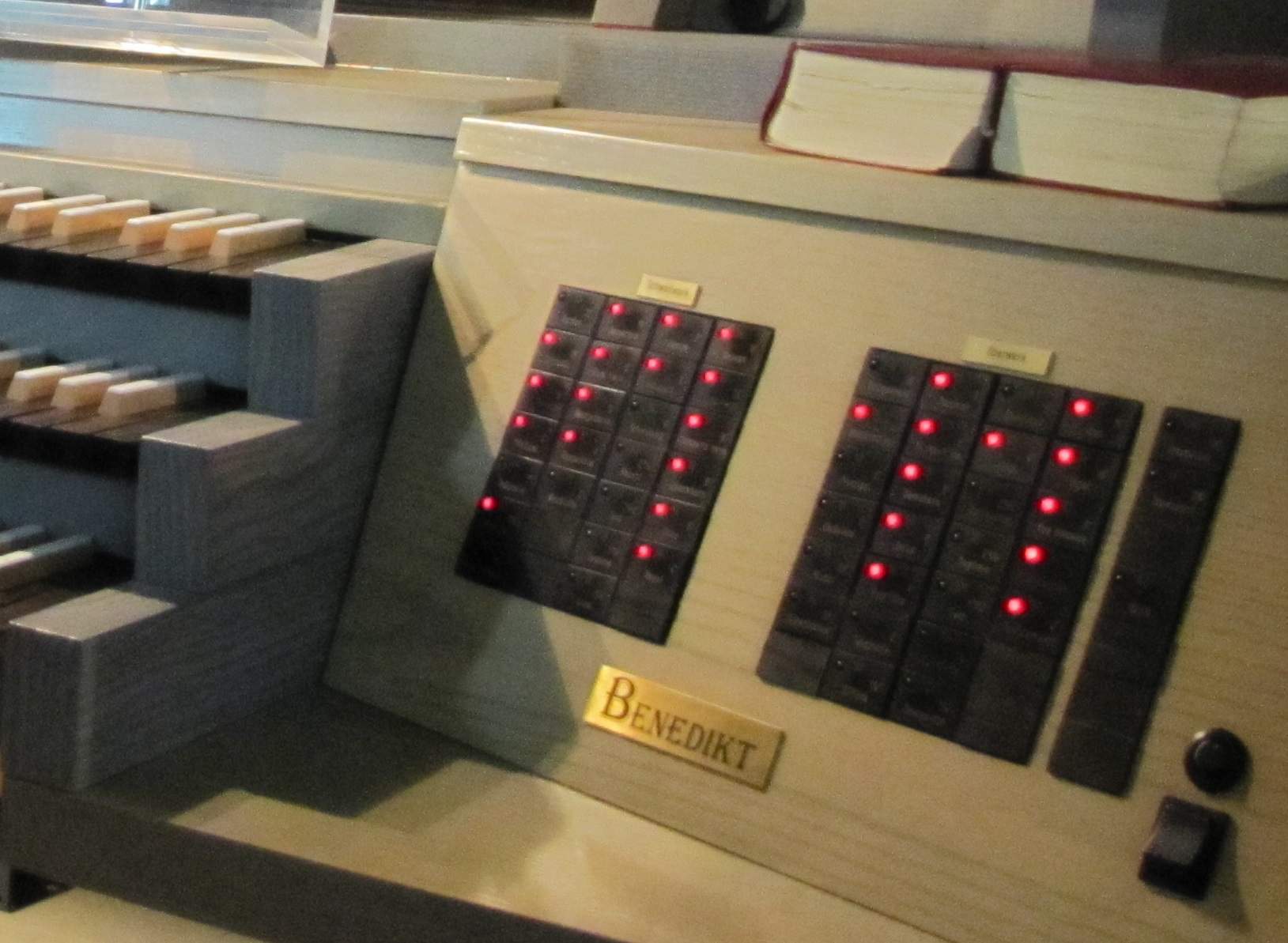
Registertaster der Immanuel-Kirche Marten

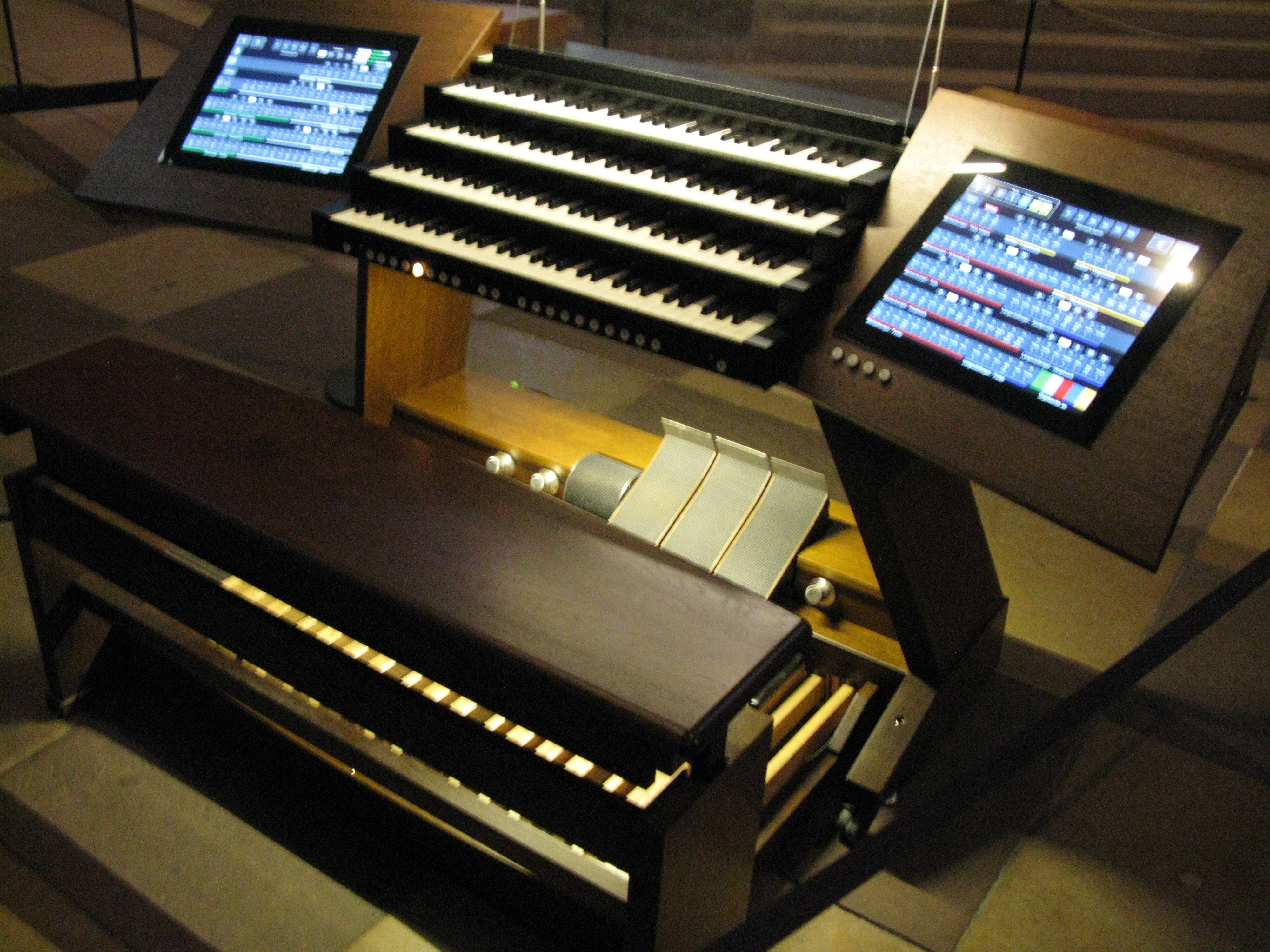
Touchscreen-Registratur an den Orgeln des Freiburger Münsters

Ein Register oder Orgelregister ist bei einer Orgel eine in der Regel über den gesamten Tonumfang reichende Reihe von Pfeifen gleicher Klangfarbe, die als Einheit ein- oder ausgeschaltet werden kann. Bei den meisten Registern klingt pro Taste genau eine Pfeife; sogenannte „gemischte Stimmen“ bestehen dagegen aus mehreren Pfeifenreihen (auch englisch ranks). In der Regel ist jedes Register einer Klaviatur fest zugeordnet.

## Registrieren und Registrierung
Bei den meisten Orgeln mit mechanischer Traktur bedient der Organist die Register, indem er die Registerzüge oder Manubrien genannte Knäufe am Spieltisch zum Einschalten herauszieht und zum Abschalten wieder hineinschiebt (daher kommt die Redewendung „alle Register ziehen“). Daneben gibt es auch horizontal oder vertikal zu verschiebende Hebel. Bei Orgeln mit Springladen müssen die Registerzüge sogar in der Endstellung eingehakt werden, da auf ihnen eine Zugkraft lastet. Durch die Erfindung der pneumatischen Traktur wurde es möglich, wesentlich einfachere, weil schneller zu bedienende Registerschalter zu bauen, daher besitzen viele Orgeln aus der Zeit nach 1900 Wippschalter, die außerdem platzsparender angeordnet werden können. Bei Kinoorgeln oder zum Einstellen freier Kombinationen sind auch Zungen als Registerschalter sehr verbreitet. Die Elektronik ermöglichte dann als dritte Bauart die Registertaster, welche noch rascher zu bedienen sind und neue Gestaltungsmöglichkeiten bieten. Zu einem Taster gehört zwingend eine optische Kontrollanzeige, also eine Lampe oder Leuchtdiode, die anzeigt, ob das jeweilige Register eingeschaltet ist. Bei modernen elektrischen Spieltischen finden sich heutzutage alle drei Varianten, wobei Registerzüge und Wippen beim Abrufen einer gespeicherten Registrierung elektromagnetisch bewegt werden können, um den Schaltzustand zu zeigen. Bei digitalen Sakralorgeln finden sich alle denkbaren Mischformen. In der Regel werden beleuchtete Registertaster verwendet, die wie klassische Registerzüge oder -wippen geformt sind und somit mehr an eine Pfeifenorgel erinnern und damit eine höhere Wertigkeit vermitteln sollen. Möglich, aber bislang noch selten gebaut, ist eine Bedienung der Register über einen oder mehrere Touchscreens.
Prinzipiell lässt sich jedes Register einzeln ziehen, aber nicht jedes Register ist dazu gedacht, allein gespielt zu werden (z. B. Aliquoten). Daher muss der Organist bei einer Registrierung einige Regeln beachten, um ein akzeptables Klangbild zu erzeugen. Die Klangfarben, die eine Orgel enthält, ergeben sich aus der Zusammenstellung der Register. Die Register bilden deshalb einen wesentlichen Bestandteil der Disposition des Instrumentes. Sie wird vom Orgelbauer beim Entwurf des Instrumentes mit dem Auftraggeber abgesprochen, um die Orgel der Nutzung und der jeweiligen Raumakustik anzupassen.
Die richtige Registrierung zu wählen, ist eine Kunst ähnlich der Instrumentation. Je nach Charakter des Stückes, Raumakustik, Kontext der jeweiligen Veranstaltung, Zuhörern und Möglichkeiten des Instrumentes bestimmt der Organist die Registrierung und vermerkt in der Partitur, wann welche Register erklingen sollen. Bei einem Konzert kann er sich, zumal bei häufigen Registerwechseln innerhalb des Stückes an einer Orgel mit mechanischer Registertraktur, von einem Registranten unterstützen lassen. Dieser zieht dann an den dafür vorgesehenen Stellen die Register oder stößt sie ab. Auf modernen Orgeln können unzählige Kombinationen im Voraus gespeichert werden. Mittels eines einzigen Tasters (für die Hand oder als Fußdruckknopf) kann dann zwischen den verschiedenen Registrierungen umgeschaltet werden, was die Hilfe eines Registranten heutzutage oft überflüssig macht.
Neben den eigentlichen Registern gibt es auch noch die sogenannten Neben- und Effektregister, die zwar auch über Registerzüge eingeschaltet werden, aber keine eigene Pfeifenreihe enthalten.

## Registertypen

### Unterscheidung nach Tonhöhe
Orgelregister können verschiedenen Tonlagen haben. Seit dem Barock hat sich als Bezeichnung dafür die sogenannten Fußtonzahl, Fußtonhöhe oder Fußlage durchgesetzt. Sie wurde anschaulich von der Länge der jeweils größten Pfeife (auf der Taste C) offener Labialregister abgeleitet, gemessen in der historischen Längeneinheit Fuß (ca. 30,48 cm). Faktisch handelt es sich um die Angabe der halben Wellenlänge des tiefsten Registertons.
Bei einem in Normallage klingenden Register aus offenen Labialpfeifen hat die tiefste Pfeife C eine akustisch wirksame Länge von 8 Fuß (8′), also ca. 2,56 m. Ein 16′-Register klingt gegenüber einem 8′-Register um eine Oktave tiefer (bspw. erklingt auf der Taste C ein Kontra-C), die Pfeifen sind entsprechend grundsätzlich jeweils doppelt so lang; 4′-Register klingen folglich eine Oktave über der Normallage (die Pfeifen sind dann grundsätzlich halb so lang).
Einen terminologischen Sonderfall stellen die sog. gedackten Pfeifen dar: Sie sind bei gleicher Tonhöhe nur halb so lang; bei ihnen bezeichnet die Fußlage (heute) die klingende Tonhöhe (historisch wurde der Klarheit wegen oft „8′-Ton“ etc. geschrieben).
Die tatsächlichen Baulängen der Labialpfeifen weichen aus physikalischen Gründen etwas von den Nennwerten der Fußtonzahl ab. Bei Zungenregistern gibt es keine so eindeutige Beziehung zur angegebenen Fußtonzahl, da hier die Tonhöhe in erster Linie von der Zunge und weniger von der Länge der Luftsäule in der Pfeife abhängt.
| Fußlage | | Teilton       |
| ------- | --- | ------------- |
| 8′      | normale Tonhöhe wie notiert (Äquallage)                                                                    | 1. (Grundton) |
| 4′      | eine Oktave höher                                                                                          | 2.            |
| 2 ⁄3′   | eine Oktave und eine reine Quinte höher                                                                    | 3.            |
| 2′      | zwei Oktaven höher                                                                                         | 4.            |
| 1 3⁄5′  | zwei Oktaven und eine reine große Terz höher                                                               | 5.            |
| 1 ⁄3′   | zwei Oktaven und eine reine Quinte höher                                                                   | 6.            |
| 1 ⁄7′   | zwei Oktaven und eine reine kleine Septime höher                                                           | 7.            |
| 1′      | drei Oktaven höher                                                                                         | 8.            |
| 8⁄9′    | drei Oktaven und eine reine große Sekunde höher                                                            | 9.            |
| 4⁄5′    | drei Oktaven und eine reine große Terz höher                                                               | 10.           |
| 8⁄11′   | drei Oktaven und eine reine Quarte und 53 Cent höher (siehe Alphorn-Fa)                                    | 11.           |
| 2⁄3′    | drei Oktaven und eine reine Quinte höher (erreicht beim Klaviaturende mit etwa 16 kHz die obere Hörgrenze) | 12.           |

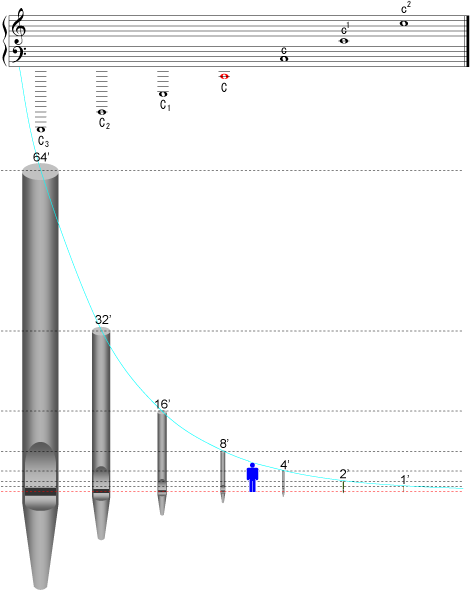
Zusammenhang zwischen Fußzahl, Oktavlage und Größe einer offenen Labialpfeife (1′ = 1 Fuß = ca. 30,48 cm)

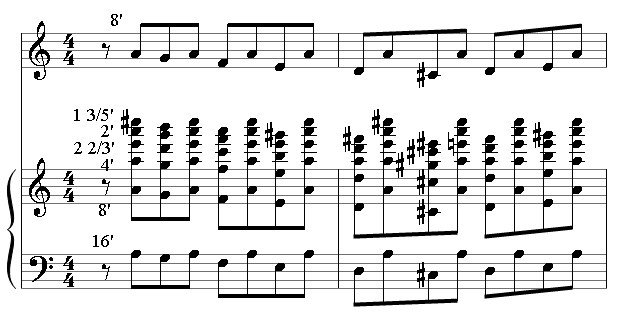
Obertonsynthese der Orgel: gespielte Töne (oben), erklingende Töne (unten)

Die verschiedenen Tonlagen bilden die Obertonreihe ab. Durch Kombination eines Grundregisters (in der Regel 8′-Lage) mit einem oder mehreren Obertonregistern oder Aliquoten (z. B. 2 2⁄3′ oder 1 3⁄5′) werden bestimmte Obertöne des Grundregisters verstärkt oder zusätzliche Obertöne hinzugefügt. Die Orgel bietet somit so etwas wie eine additive Klangsynthese.
Hinzu kommen noch entsprechende Suboktaven, die ebenfalls eine Obertonreihe bilden können. Da diese ab dem 4. Teilton bereits zum größten Teil in der 8′-Obertonreihe enthalten sind, sind nur wenige Register sinnvoll:
| Fußlage | | Teilton                   |
| ------- | --- | ------------------------- |
| 64′     | drei Oktaven tiefer als notiert. |                           |
| 32′     | zwei Oktaven tiefer als notiert (erreicht mit etwa 16 Hz die untere Hörgrenze), in kleineren Orgeln selten, in großen Orgeln üblich | auch 2. Teilton eines 64′ |
| 16′     | eine Oktave tiefer als notiert | auch 2. Teilton eines 32′ |
| 10 2⁄3′ | die Quinte zwischen 16′ und 8′ | 3. Teilton eines 32′      |
| 5 1⁄3′  | die Quinte zwischen 8′ und 4′ | 3. Teilton eines 16′      |
| 3 1⁄5′  | die Terz zwischen 4′ und 2′ | 5. Teilton eines 16′      |

Die Register lassen sich ihrer Fußtonlage demnach unterteilen in
- Grundregister (64′, 32′, 16′, 8′, 4′ etc.) und
- Aliquotregister (die übrigen Teiltöne).

Um die harmonischen Verhältnisse abzubilden, wird die Fußlage vereinzelt auch als unechter Bruch dargestellt, also etwa 8⁄3′ statt 2 2⁄3′. Dieser Bruch bezeichnet den 3. Teilton, basierend auf einem 8′-Grundregister.
Anmerkungen
1. ↑  Extrem selten, da die tiefste Oktave im Infraschallbereich liegt, also nicht mehr gehört, wohl aber als Vibration gefühlt werden kann. Weltweit sind zwei Orgeln mit je einem bis zum Subsubkontra-C (C3) ausgebauten 64′-Register bekannt (Orgel der Atlantic City Convention Hall und Sydney Town Hall), bis zum Subsubkontra-Gis (Gis3) ausgebaut sind zwei 64′-Register in einer Orgel bekannt und mit bis zum Subsubkontra-A (A3) ausgebauten 64′-Register sind drei Orgeln mit je einem 64′-Register bekannt.

### Bezeichnung der Tonhöhe
Während sich ab der späten Romantik das exakte Fußmaß für die Tonhöhenbezeichnung durchgesetzt hat, wurden bis dahin Brüche oftmals „gerundet“. Zudem waren und sind verschiedene andere Tonhöhenbezeichnungen üblich. Insbesondere die Bezeichnungen mit römischen Zahlen kann für Verwirrung sorgen, da diese Zahlen in Italien die Tonhöhe, in vielen anderen Ländern jedoch die Chorzahl gemischter Stimmen angeben (siehe unten). Auf der iberischen Halbinsel ist zudem der Palmo (span.: Handspanne, Abk.: p) üblicher als der Fuß, dabei entsprechen 13 Palmos etwa 8 Fuß.
| Fußmaß (exakt) | Fußmaß (alt) | Italien                      | Spanien                         |
| -------------- | ------------ | ---------------------------- | ------------------------------- |
| 32′            | 32′          | 32′, subcontra               | de 52                           |
| 16′            | 16′          | 16′, contra                  | de 26                           |
| 8′             | 8′           | (meist nur Registername)     | de 13                           |
| 5 1⁄3′         | 6′           | V, quinta (selten)           | Docena de 26, 12na de 26        |
| 4′             | 4′           | VIII, ottava                 | octava, 8na, de 7, de 7 1⁄2     |
| 3 1⁄5′         | 3 1⁄2′       | X (unüblich)                 | Diez y setena de 26, 17na de 26 |
| 2 ⁄3′          | 3′, 2 1⁄2′   | XII, duodecima               | Docena, 12na                    |
| 2′             | 2′           | XV, quintadecima             | Quincena, 15na                  |
| 1 3⁄5′         | Tertia aus 2 | XVII, decimasettima (selten) | Diez y setena, 17na             |
| 1 ⁄3′          | 1 ⁄2′        | XIX, XVIIII, decimanona      | Diez y novena, Decinovena, 19na |
| 1′             | 1′           | XXII, vigesimaseconda        | Veint y dosena, 22na            |
| 2⁄3′           | 1⁄2′         | XXVI, vigesimasesta          | Veint y sexta, 26na             |
| 1⁄2′           | 1⁄2′         | XXIX, XXVIIII, vigesimanona  | Veint y novena, 29na            |

Die Fußlagen 1 1⁄7′, 8⁄9′ und noch höhere Aliquoten sowie Aliquoten zu 64′ und 32′ werden üblicherweise im exakten Fußmaß angegeben. In spanisch-, portugiesisch-, italienisch- und englischsprachigen Ländern wird häufig das Intervall angegeben, um das das Register höher klingt als ein 8′-Register. Das Intervall kann als römische Zahl oder in Worten angegeben sein. Das System ist nur für die Oktaven, die Quinten (Drittelfuß), die Terz (Fünftelfuß), Septime (Siebtelfuß) und die None (Neuntelfuß) brauchbar, da für höhere Aliquoten die Angabe eines diatonischen Intervalls nicht mehr ausreicht. Da in älteren Orgeln aber ohnehin bei der Terz (Fünftelfuß) Schluss ist, stellte dies früher kein Problem dar.
Die Angaben 12′ und 24′ haben mehrere Bedeutungen.
- In Italien meint 12′ einen 8′, der schon auf Taste Kontra-F (F1) beginnt, 24′ einen entsprechenden 16′. In alten italienischen Orgeln reichen der Manual- und Pedalumfang bisweilen tiefer als bis zum sonst üblichen C, z. B. bis zum Kontra-F (F1) oder gar bis zum Kontra-C (C1).
- In alten Orgeln nördlich der Alpen meint 12′ einen 16′, der erst ab Taste F beginnt, 24′ entsprechend einen 32′ ab Taste F. Manual- und Pedalumfang reichen dann üblicherweise nur bis zur Taste F. Beginnt die Klaviatur mit der Taste C, bezeichnet 12′ in der Regel eine Quinte 10 2⁄3′.

### Unterscheidung nach Bauweise
Die verschiedenen Orgelregister unterscheiden sich neben der Tonhöhe (Fußlage) auch durch ihre Bauart und damit durch Tonansatz (Ansprache), Obertonanteil (Klangfarbe) und Lautstärke. Die beiden Hauptgruppen sind:
- Lippenpfeifen (auch Labialpfeifen): Tonerzeugung wie bei einer Blockflöte: ein Luftband trifft auf das scharfkantige Oberlabium und erzeugt einen Ton.
- Zungenpfeifen (auch Lingualpfeifen): Tonerzeugung durch eine schwingende Metallzunge, Tonverstärkung und -formung durch einen aufgesetzten Resonanzbecher.

Außerdem beeinflusst die Pfeifenform den Klang: offene, halbgedeckte (auch rohrgedeckte) oder gedeckte Bauweise, die Pfeifenmensuren (Verhältnis zwischen Pfeifenlänge und -durchmesser, Labienbreite usw.).
Manchmal ändert sich die Bauweise innerhalb eines Registers. Dies geschieht vor allem aus praktischen Gründen. So werden wegen mangelnder Höhe die tiefsten Pfeifen eines offenen 8′-Registers bisweilen gedeckt gebaut. Andererseits werden oft gedeckte Register (meist 4′ oder höher) in ihrer höchsten Lage offen gebaut, um zu kleine, kaum stimm- und intonierbare Gedacktpfeifen zu vermeiden. 4′-Zungenregister vor allem aus der Trompetenfamilie werden aus Gründen der Stimmbarkeit in der höchsten Quinte häufig mit Labialpfeifen (i. d. R. Prinzipale) besetzt (teilweise mit zwei gleichhohen Pfeifen pro Ton), was klanglich auch für geschulte Hörer oft kaum erkennbar ist. 

### Unterscheidung nach Funktion
Die Labialregister können in folgende Funktionsgruppen unterteilt werden:
- Prinzipalchor. Die Register der Prinzipalfamilie klingen kräftig, herb, klar und ausgeglichen. Sie kommen in allen Lagen vor und stellen den klanglichen Kern einer Orgel dar. Die für die Orgel typischen Klangkronen, Mixturen, Zimbeln usw. bestehen aus Prinzipalpfeifen.
- Weitchor, die meisten Flötenregister und weit mensurierte Gedackte. Sie haben einen weichen, dunklen, häufig auch etwas leiseren Klang. Ihre Mensuren sind weiter als die der Prinzipale. Solistisch einsetzbar sind die Konzertflöten und die überblasenden Flöten (Flûte harmonique).
- Engchor. Die sogenannten Streicher sind eng mensuriert und haben einen klaren und hellen Klang. Sie können sehr kräftig und scharf, aber auch sehr leise und weich intoniert sein. Sie eignen sich besonders für akkordisches Spiel und begleitende Stimmen, weil man auch in der tiefen Lage die Töne klar erkennen kann. Sie können auch als Klangkrone (Streichermixtur) unter dem Namen Harmonia aetheria auftreten.[1]

Diese Einteilung ist nur eine von vielen möglichen. Sie ist keinesfalls eindeutig, denn viele Register erfüllen mehrere Funktionen und vereinen Anteile verschiedener Klangcharakteristiken. Zum Beispiel kann „Gedackt“ sowohl als Prinzipal-Stellvertreter als auch als Flötenregister oder „Traversflöte“ als Flötenregister mit Solofunktion Verwendung finden.
Bei den Lingualregistern sind Bauformen und Klang so vielfältig, dass man sie eher nach Funktion als nach Klangfarbe ordnet:
- Pleno-Zungen, im Wesentlichen bestehend aus der Trompetenfamilie (Trompete, Posaune, Clairon usw.) sowie einigen ähnlichen Registern wie Oboe, Fagott, Schalmei.
- „lyrische“ Zungen, die sich gut zum Vortrag einer Solostimme eignen, wie beispielsweise Musette, Klarinette, Vox humana, Krummhorn und andere Regalregister.

Auch diese Einteilung ist jedoch nicht eindeutig, viele Zungenregister sind in beiden Funktionen verwendbar.

## Gemischte Stimmen
Neben den Registern, die aus genau einer Pfeifenreihe bestehen, gibt es auch noch die gemischten Stimmen, die aus mehreren Pfeifenchören aufgebaut sind. Bei ihnen klingen zu jeder Taste zwei oder mehr Pfeifen gleichzeitig. Zu den gemischten Registern gehören die Klangkronen (auch Mixturen genannt) und die gemischten Farbregister.
Die Anzahl der Pfeifenreihen wird neben der Angabe in arabischen Zahlen (Mixtur 5–6fach oder Scharff 3f.) häufig auch mit römischen Zahlen (z. B. Kornett V) angegeben. Selten (so etwa im historischen süddeutschen Orgelbau) wird auch nur die Fußlage der tiefsten Pfeifenreihe auf der Taste C angegeben (z. B. Sesquialter 2 2⁄3′ oder Scharff 1′). Vor allem bei modernen Orgeln werden oft auch sowohl die Chorzahl als auch die Fußlage der tiefsten Pfeifenreihe auf der Taste C angegeben (z. B. Kornett V 8′ oder Mixtur 5–6f. 1 1⁄3′).

### Repetition
Repetierende Register brechen aus instrumentenbaulichen (Pfeifen sind zu klein, um bearbeitet zu werden) und klanglichen Gründen (Erreichen der Hörgrenze) bei einer bestimmten Tonhöhe ab und setzen mit einem tiefer liegenden Ton wieder neu ein. Springen bei mehrchörigen Registern die Chöre jeweils in die tieferliegende Oktave, spricht man von einer Oktavrepetition, wechseln Quint- und Oktavchöre, wird dies Quart-Quint-Repetition genannt oder auch milde Repetition. Die Anzahl der Repetitionen hängt von den Umfängen der Chöre und der erwünschten Klangwirkung des Gesamtregisters ab. Eine besondere Kunst des Orgelbauens ist es, das Einsetzen der tieferen Chöre unauffällig zu gestalten. Bei Klangkronen setzt häufig ein tiefer liegender Chor ein, ohne dass der höchste Chor abbricht. Dann nimmt die Chorzahl über den Klaviaturverlauf nach oben hin zu. Dies wird dann beispielsweise als Mixtur 1 1⁄3′ 4–6fach  angegeben. Seit dem 20. Jahrhundert werden auch repetierende Weitchoraliquoten gebaut. Bei hinreichend unauffälligen Repetitionen entsteht ein Effekt ähnlich der Shepard-Skala.
Die Oktavrepetition findet sich mitunter bei Einzelstimmen (1 1⁄3′ und höher), wenn diese in der höchsten Lage eine festgelegte Tongrenze überschreiten würden. Diese Bauweise ist typisch für italienische Barockorgeln, in denen die hohen Aliquotreihen repetieren, wenn sie c5 bzw. 1⁄8′-Länge erreichen.
Die Zimbel 1f. hingegen wird normalerweise in Quart-Quint-Repetition ausgeführt.
Sowohl Einzel- als auch gemischte Stimmen beginnen gelegentlich in der tiefsten Lage (tiefste Quarte, Quinte oder Oktave) eine Oktave höher und springen erst dann in ihre eigentliche Fußlage. Grund sind in der Regel die Baukosten- und Platzersparnis. Diese Art der Oktavrepetition wird auch Reduktion genannt und findet sich relativ häufig bei der Sesquialter. Eine andere Möglichkeit besteht sie überhaupt nicht auszubauen, so dass das Register erst ab einer bestimmten Taste erklingt (siehe auch Halbe Register).

### Klangkronen
Klangkronen oder Mixturen gehören zu den Registern in Prinzipalbauweise und enthalten meist nur Oktav- und Quintchöre, manchmal aber auch Terzen. Je nachdem, ob sie auch Terzen enthalten, charakterisiert man sie als:
- „silberfarbener“ Klang: Klangkronen enthalten nur Oktaven und Quinten.
- „goldfarbener“ Klang: Klangkronen enthalten neben Oktaven und Quinten auch eine Terz.

Letztere werden auch Terzmixtur oder Terzzimbel genannt. In modernen Orgeln finden sich auch Klangkronen, die z. B. auch noch einen Septimenchor enthalten (Terzseptzimbel).
Die meisten Klangkronen sind repetierende Stimmen. Zu den Klangkronen gehören die Register Mixtur, Scharff, Zimbel und Hintersatz. Klangkronen im Pedal repetieren in der Regel nicht.
Beispiel für eine Mixtur 1 1⁄3′ 3–4fach mit milder Repetition und deren grafische Veranschaulichung:
|         |    | \| Oktave: \| \| \| \| \| \| \| \| \| \| \| \| \| \| \| C–H: \| \| \| \| \| \| \| \| \| 1 ⁄3′ \| + \| 1′ \| + \| 2⁄3′ \| \| c–h: \| \| \| \| \| \| \| 2′ \| + \| 1 ⁄3′ \| + \| 1′ \| + \| 2⁄3′ \| \| c1–h1: \| \| \| \| \| 2 ⁄3′ \| + \| 2′ \| + \| 1 ⁄3′ \| + \| 1′ \| \| \| \| c2–h2: \| \| \| 4′ \| + \| 2 ⁄3′ \| + \| 2′ \| + \| 1 ⁄3′ \| \| \| \| \| \| ab c3: \| 4′ \| + \| 4′ \| + \| 2 ⁄3′ \| + \| 2′ \| \| \| \| \| \| \| |    |   |       |   |    |   |       |   |    |   |      |
| Oktave: |    | |    |   |       |   |    |   |       |   |    |   |      |
| C–H:    |    | |    |   |       |   |    |   | 1 ⁄3′ | + | 1′ | + | 2⁄3′ |
| c–h:    |    | |    |   |       |   | 2′ | + | 1 ⁄3′ | + | 1′ | + | 2⁄3′ |
| c1–h1:  |    | |    |   | 2 ⁄3′ | + | 2′ | + | 1 ⁄3′ | + | 1′ |   |      |
| c2–h2:  |    | | 4′ | + | 2 ⁄3′ | + | 2′ | + | 1 ⁄3′ |   |    |   |      |
| ab c3:  | 4′ | + | 4′ | + | 2 ⁄3′ | + | 2′ |   |       |   |    |   |      |

Die Repetition erfolgt hier zwischen den Tasten H und C. Gibt es in einer Orgel mehrere Klangkronen, so wird die Repetition üblicherweise an verschiedenen Stellen durchgeführt, um möglichst unauffällige Wechsel zu ermöglichen.
Die Zahl der Chöre ist variabel. Bei vielchörigen Mixturen werden die Chöre häufig auch verdoppelt. Das heißt, es gibt zwei Chöre in gleicher Lage; siehe im Beispiel oben die beiden 4′-Chöre ab c3. Drei- oder gar vierfach besetzte Chöre kommen nur bei sehr großen Orgeln vor. In spanischen Orgeln sind derartige Mixturen (spanisch lleno) jedoch häufig anzutreffen. Kleinere Orgeln, oder wenn aus klanglichen Gründen nur je eine Pfeife pro Ton gewünscht wird, haben meist nur zwischen drei und sechs Chöre in der Mixtur. Mixturen werden meist mit möglichst wenig Repetitionen ausgeführt, verbreitet ist eine milde Repetition pro Oktave.
Die Register Scharff und Zimbel sind im Prinzip ähnlich aufgebaut, nur aus höherliegenden Chören. Ihr Klang ist daher schärfer und heller, die Zahl der Chöre jedoch meist geringer. In der Romantik wurden teilweise auch terzhaltige Klangkronen als „Scharff“ bezeichnet. Das Scharff enthält meist drei bis vier Chöre, die Zimbel meist ein bis drei Chöre, die Terzzimbel in der Regel drei Chöre (Terz, Quinte und Oktave). Zimbeln werden häufig mit sehr vielen Repetitionen ausgeführt, wobei auch bei mehrchörigen Zimbeln milde Repetitionen überwiegen.
Der Hintersatz ist eine nicht repetierende Mixtur, die nur Quint- und Oktavchöre enthält und normalerweise im Pedal steht. Der Name stammt von dem ebenfalls nicht repetierenden Hintersatz des Blockwerks, der hinter dem Prospekt stand.
Ein Register, für das die Zunahme der Chorzahl besonders charakteristisch ist, ist die Progressivharmonika oder kurz Progressio, die nicht repetiert und durchaus 1–8-fach besetzt sein kann. Durch die starke Betonung der Diskantlage eignet es sich für besondere Klangeffekte und auch zur Betonung einer Melodie in der Oberstimme.

### Gemischte Farbregister
Die gemischten Farbregister sind eine große Gruppe von gemischten Stimmen, die auch Aliquote enthalten. Sie dienen in der Regel zur akustischen Abgrenzung von Solostimmen oder zur Verstärkung. Ihr klangliches Spektrum ist praktisch unbegrenzt. Wichtige Register sind das Kornett, der Terzian, die Sesquialtera und die Rauschpfeife.

### Vorabzug
Bei einem Vorabzug gewinnt man ein zusätzliches Register, indem eine einzelne Pfeifenreihe aus einem eigentlich mehrchörigen Register separat spielbar gemacht wird. So kann man zum Beispiel aus einer 4fach Mixtur eine Oktave 2′ gewinnen, aus einem Kornett einen Nasat 2 2⁄3′ und aus einer Sesquialtera eine Terz 1 3⁄5′. Dies geschieht bei der Schleiflade durch zusätzliche Löcher oder Langlöcher in der Registerschleife. Gegenüber der Aufteilung aller Chöre in separate Register spart man den Platz für die zusätzlichen Schleifen, allerdings kann nur die vorabgezogene Reihe allein benutzt werden. Vorabzüge sind vor allem bei kleineren Orgeln anzutreffen.

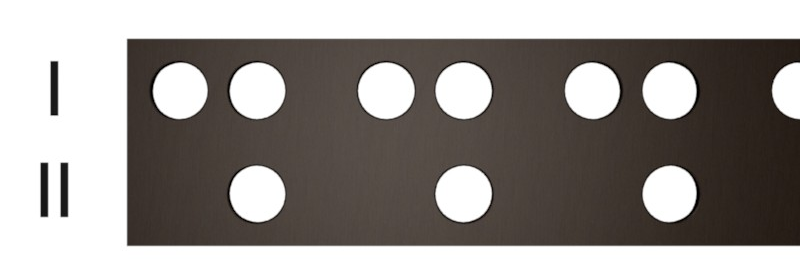
Schleife für Vorabzug
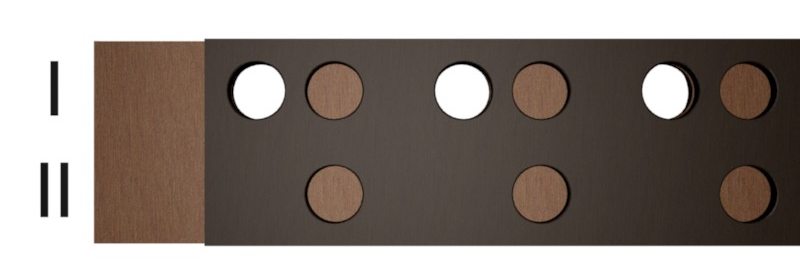
Nur vorabgezogene Reihe I eingeschaltet
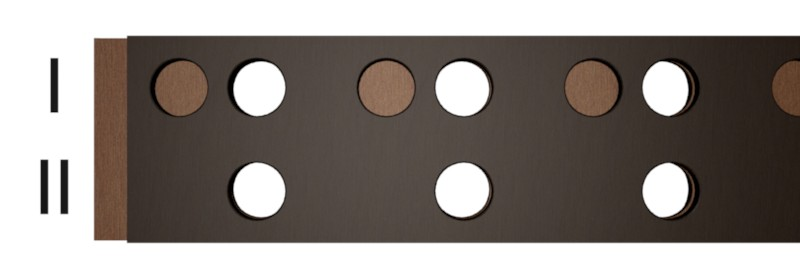
Beide Reihen eingeschaltet

### Mixturensetzer
Gemischte Stimmen müssen nicht zwingend aus Obertönen bestehen. Multiplexorgeln haben zum ersten Mal auch die Möglichkeit geboten, beliebige Pfeifenreihen miteinander zu kombinieren. Heutige computerunterstützte elektronische Trakturen ermöglichen es, beliebige Mixturen aus den vorhandenen Registern zu programmieren. Mit diesen sogenannten Mixturensetzern ist die Kombination beliebiger Pfeifenreihen in beliebigen Transpositionen möglich.

## Besonderheiten

### Geteilte Register
Das geteilte Register ist eine Besonderheit vor allem iberischer Orgeln (teclado partido, span.: geteiltes Werk, in den iberischen Barockorgeln sind in der Regel alle Register geteilt), findet sich aber auch bei kleinen Instrumenten zur Erweiterung der Klangmöglichkeiten. Es handelt sich dabei um ein Register, das für den oberen und unteren Bereich einer Klaviatur getrennt eingeschaltet werden kann. Normalerweise wird dies technisch durch eine in der Mitte geteilte Registerschleife umgesetzt, deren beide Hälften jeweils einen Registerzug erhalten. In seltenen Fällen sind die Windkästen geteilt und deren einzelne Hälften können per Ventil mit Luft versorgt werden.
Bereits aus dem 16. Jahrhundert stammen die ersten Dokumente, die geteilte Register in Spanien erwähnen (Saragossa 1567). Aber auch in anderen Ländern wurden die Orgeln bereits mit solchen Teilungen versehen (z. B. in der Innsbrucker Ebert-Orgel von 1561). Der eigentliche Ursprung des geteilten Registers scheinen regalartige Kleinorgeln gewesen zu sein, deren sehr eingeschränkte Klangmöglichkeiten durch eine solche Einrichtung erweitert werden konnten. Als man dann diese Regale in die großen Orgeln integrierte, übernahm man offenbar auch die Teilung.
Der Teilungspunkt liegt auf der iberischen Halbinsel einheitlich zwischen c1 und cis1 (das war genau die Mitte der damaligen Klaviatur). In anderen Ländern kennt man neben der Mittelteilung zwischen b und h oder h und c1 auch Teilungen, die eher im tiefen Bereich der Klaviatur liegen, z. B. zwischen fis und g (so in Süddeutschland, z. B. bei Holzhey) oder e und f (Innsbruck – dort war es die Grenze der untersten Oktave). Der praktische Nutzen liegt darin, eine Bass- oder Diskantstimme hervorheben zu können, um entweder ein deutlich markiertes Bassfundament zu erhalten oder überhaupt eine oder zwei Stimmen solistisch hervortreten zu lassen, ohne dafür eine weitere Klaviatur zu benötigen. Die Klangmöglichkeiten werden auf diese Weise aber auch bei mehrmanualigen Instrumenten vervielfacht.
Durch die Festlegung auf die Teilung zwischen c1 und cis1 konnte in Spanien und Portugal eine eigene musikalische Gattung entstehen, der Tiento de medio registro. Dort sind in fast allen Orgeln alle Register geteilte Register, sofern es sich nicht um Orgeln handelt, die am Orgelbau des restlichen Europa orientiert sind. Das sind vor allem Instrumente der romantischen Epoche.
Bei Positiven ist es auch heute üblich, einzelne oder alle Register geteilt zu bauen. Bei nur geringen Mehrkosten erhöhen sich so die musikalischen Möglichkeiten, da auf einem Manual mit je einer Hand eine unterschiedliche Registerkombination gespielt werden kann. Beim Harmonium ist dies durchgehend der Fall.

#### Unsymmetrische Register
Unsymmetrische Register sind spezielle geteilte Register, die in der einen Hälfte eine andere Fußtonzahl aufweisen als in der anderen, wobei dann meist die Basshälfte (B) eine Oktave höher liegt als die Diskanthälfte (D), also z. B. 4′B/8′D oder 8′B/16′D. Besonders in iberischen Barockorgeln finden sich häufig unsymmetrische Register.

#### Halbe Register
Diese Register sind nur für die Diskanthälfte oder seltener nur für die Basshälfte der Klaviatur verfügbar. Beispiele für halbe Register, die nur für die Diskanthälfte der Klaviatur vorhanden sind, sind Kornett, Querflöte und in kleinen Orgeln auch Sesquialter. Gründe sind einerseits die Kosten- und Platzersparnis, da große Pfeifen entfallen, andererseits dass die entsprechenden Register nur im Diskant solistisch eingesetzt werden, im Bass jedoch nicht.
In iberischen Barockorgeln finden sich häufig halbe Register, nicht zu verwechseln mit unsymmetrischen Registern.

### Akustische Register
Gelegentlich findet man einen akustischen Bass (Akustikbass, Akustika, Resultant). Man nutzt hierbei Residualtöne, um Kosten, Platz und Gewicht für sehr große Pfeifen zu sparen.

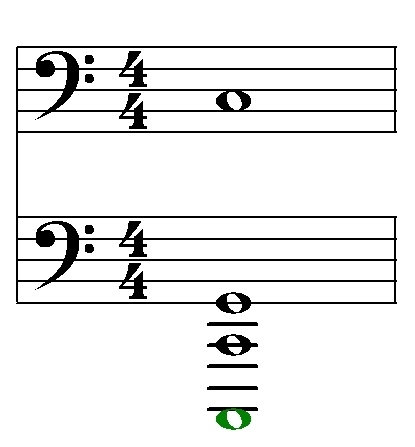
Akustisches 32′-Register: oben: gespielter Ton, unten: erklingende Pfeifen, grün: daraus resultierender Ton

Ein akustisches 32′-Register besteht aus den beiden Labialpfeifenreihen Oktave 16′ und Quinte 10 2⁄3′. Als Residualton entsteht so der Eindruck eines verhältnismäßig leisen 32′-Registers. Aus klanglichen Gründen wird die beteiligte Oktave vorzugsweise mit offenen Labialpfeifen und die beteiligte Quinte mit gedeckten Labialpfeifen ausgeführt. Die beteiligte Oktave steht immer auch als Einzelregister zur Verfügung. Die meisten jemals gebauten 64′-Labialregister sind zumindest in der tiefsten Oktave akustische Register, bestehend aus Oktave 32′ und Quinte 21 1⁄3′, wodurch das Problem, Pfeifen bauen zu müssen, die unterhalb der menschlichen Hörbarkeitsgrenze klingen, umgangen wird. Extrem  lange Pfeifen haben wegen ihrer Luftmasse darüber hinaus eine sehr lange Einschwing-Zeit, bis die Pfeife in Resonanz geht, so dass kurze Stakkato-Anschläge oft zu "nichts außer Geräuschen" führen. Ein akustisches Register reagiert schneller, erreicht aber systembedingt nicht das Klangvolumen eines Registers mit eigenen Pfeifen in der entsprechenden Fußlage. Akustische Register können auch in höherer Lage in Register mit eigener Pfeifenreihe für die entsprechende Fußlage übergehen, wobei dann aus klanglichen Gründen die Oktave und die Quinte weiter mitgeführt werden. Ein 64′ im Pedal ist dann z. B. wie folgt aufgebaut: Tasten C–H: 32′ + 21 1⁄3′, ab Taste c0: 64′ + 32′ + 21 1⁄3′. Dabei wird für die 64′-Pfeifen ab c0 üblicherweise im Extensionsverfahren eine vorhandene gedeckte Oktave 32′ herangezogen.

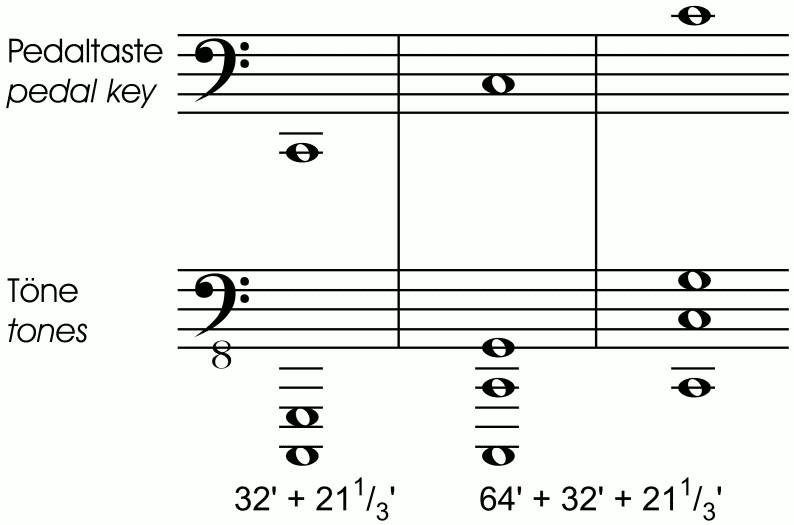
64'-Register: Tasten C–H akustisch: 32′ + ′, ab Taste c0 real: 64′ + 32′ + ′

### Transmission
Eine Transmission ist die Kopplung eines einzelnen Registers an ein anderes Werk. Sie kommt bei mechanischer Traktur nur vom Manual zum Pedal vor, so dass bestimmte Einzelregister der Manuale auch eigenständig im Pedal zu nutzen sind. Bei der Schleiflade erfolgt die Transmission durch zusätzliche Tonkanzellen, deren Ventile dauerhaft gekoppelt sind.

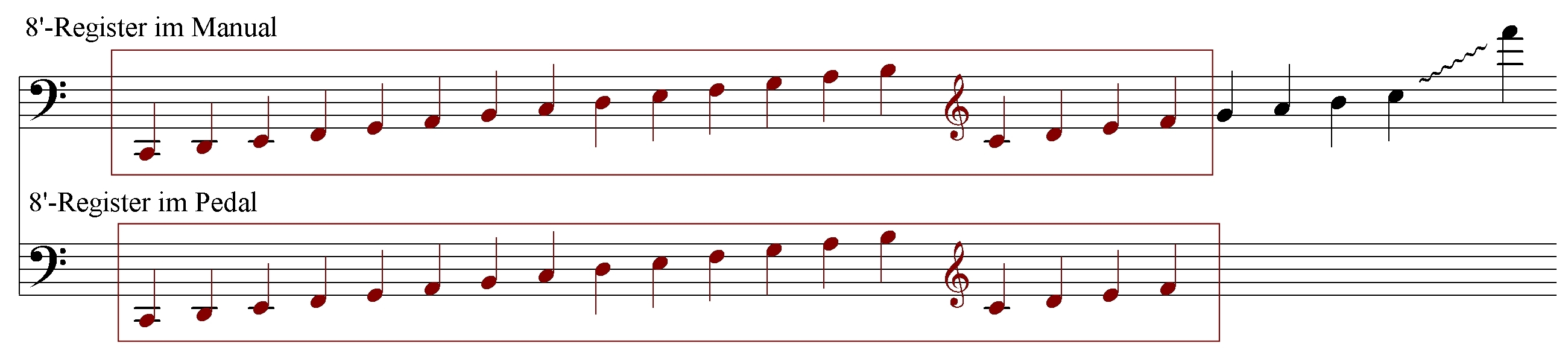
Das Transmissionsverfahren am Beispiel

### Extension

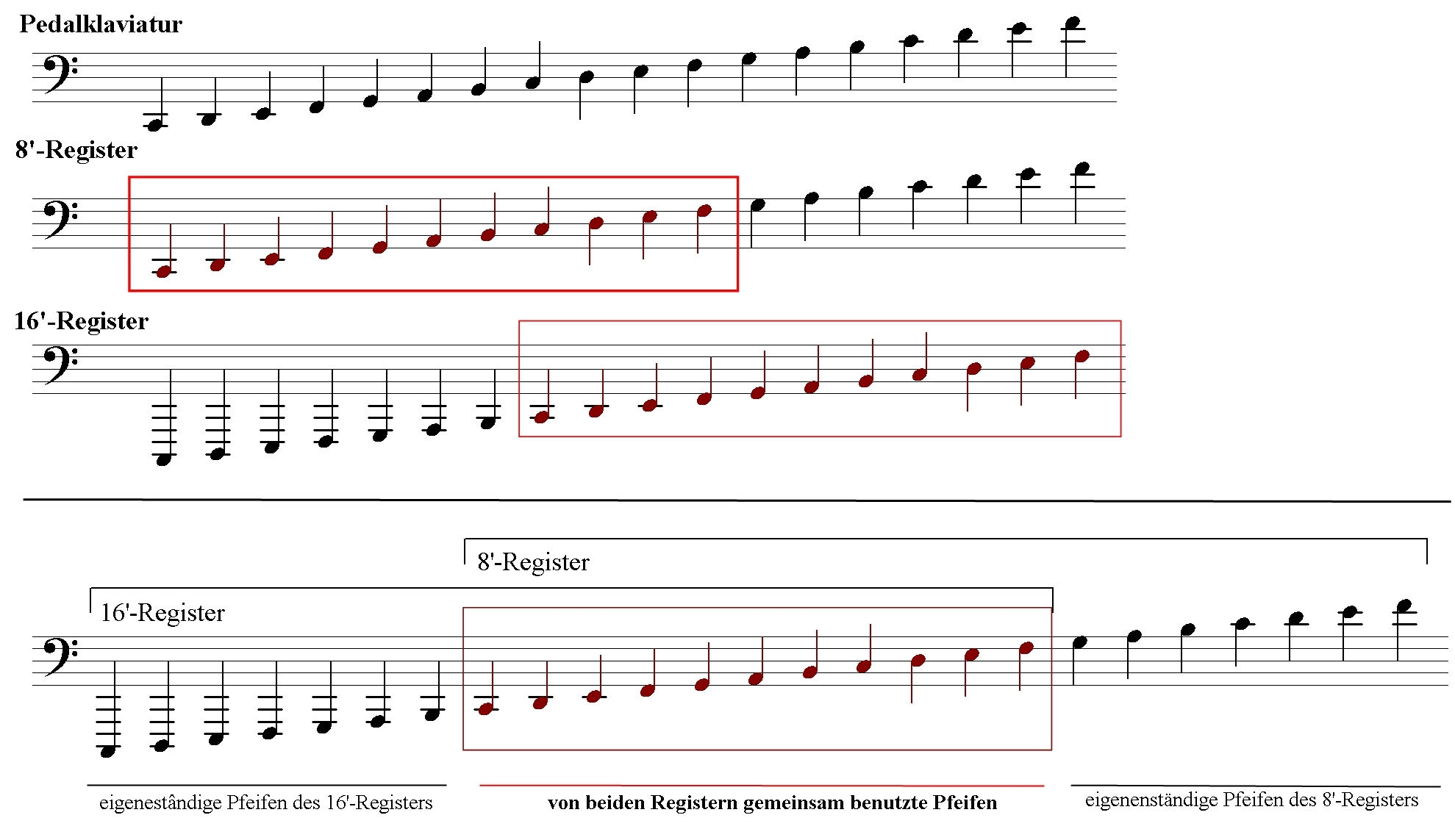
Das Extensionsverfahren am Beispiel zweier Pedalregister

Bei einer Extension werden einzelne Register im Tonumfang erweitert, um diese auch in anderen Fußlagen ansprechen zu können. So kann zum Beispiel aus einem 8′-Register mit nur zwölf zusätzlichen Pfeifen und unter oktavversetzter Nutzung der vorhandenen Pfeifen ein 16′ realisiert werden. Die üblichste Anwendung findet dieses Verfahren bei der Realisierung eines 32′ im Pedal – hier spart es nicht nur sehr viel Platz und Gewicht, sondern auch Kosten im fünfstelligen Bereich. Beispiele hierfür finden sich in den Orgeln der Abteikirche Marienstatt und St. Florin, Koblenz. Extensionen sind nur im Pedal üblich (im Manual besteht das Problem, dass bei mehrstimmigem Spiel bei Oktavzusammenklängen weniger Pfeifen gleichzeitig als bei anderen Intervallzusammenklängen erklingen, wodurch der Gesamtklang unausgewogen und dünn erscheinen kann).
Extensionen werden auch für Oktavkoppeln ausgeführt, damit diese in der obersten bzw. untersten Oktave noch wirken können.
Vor allem in amerikanischen Großorgeln werden Extensionen häufig angewendet. So werden aus einer Pfeifenreihe oft 32′, 16′ und 8′, teilweise sogar die Quinten 21 1⁄3′ (als Einzelregister oder zusammen mit 32′ als akustischer 64′) und 10 2⁄3′ gewonnen, obwohl es sich bei letzteren nicht um reine Quinten (Frequenzverhältnis {\displaystyle 3:2=1{,}5:1}), sondern um gleichstufig gestimmte Quinten (Frequenzverhältnis {\displaystyle ({\sqrt[{12}]{2}})^{7}:1\approx 1{,}4983:1}) handelt. Die Abweichung um −2 Cent gegenüber der reinen Quinte wird in der tiefen Lage meist nicht als störend empfunden. Die Quintextension erfordert jedoch zwingend die gleichstufige Stimmung der Orgel. Mittlerweile sind Extensionen im Pedalwerk großer Orgeln weltweit anzutreffen.
Ein extremes Beispiel für das Extensionsverfahren ist die stets gleichstufig gestimmte Multiplexorgel, bei der aus wenigen Pfeifenreihen die Register durch Oktavextensionen, teilweise auch Quintextensionen und vereinzelt sogar Terzextensionen gewonnen werden. Bei der Terzextension entsteht eine gleichstufig gestimmte große Terz (Frequenzverhältnis {\displaystyle ({\sqrt[{12}]{2}})^{4}:1\approx 1{,}2599:1}), die von der reinen Terz (Frequenzverhältnis {\displaystyle 5:4=1{,}25:1}) um +14 Cent abweicht, was als sehr störend empfunden werden kann. Die klassischen Kinoorgeln sind in aller Regel nach dem Multiplex-System gebaut.

### Hochdruckregister
Hochdruckregister sind sowohl Lippen- als auch Zungenregister, die mit deutlich höherem Winddruck als üblich (bis 300 mmWS oder zum Teil sogar mehr) angeblasen werden, wodurch sie deutlich lauter klingen können als normale Orgelregister (der sonst übliche Winddruck liegt bei einem Orgelregister zwischen 50 und 100 mmWS). Bei Zungenstimmen wird teilweise auch Hochdruck verwendet, um einen runderen, nicht unbedingt stärkeren Klang zu erhalten. Ein Beispiel ist die „Tromba“ von Harrison & Harrison aus England, deren Lautstärke tatsächlich nicht größer ist als die einer Trompette französischer Bauart.
Hochdruckregister kamen als technische Neuerung im Orgelbau des 19. Jahrhunderts auf. Im englischen und amerikanischen Orgelbau sind sie verbreiteter als im kontinentaleuropäischen. In Frankreich sind sie beinahe nie zu finden, außer bei einigen außergewöhnlichen Instrumenten des 20. Jahrhunderts (z. B. Verdun Kathedrale, Jacquot-Lavergne, 1935).
Dem Namen nach erkennt man Hochdruckregister an Präfixen wie „Hochdruck-“ oder „Stentor-“ (z. B. Stentorflöte, Stentorgambe, Stentor Diapason; benannt nach der griechischen Sagengestalt Stentor). Typische Bezeichnungen von Hochdruckregistern, die aus Zungenpfeifen bestehen, sind Tuba mirabilis und Royal Trumpet.
Hochdruckregister müssen, wenn sie aus Lippenpfeifen bestehen, besonders breite Labien haben, damit der hohe Winddruck auch in entsprechende Lautstärke umgesetzt werden kann. Manchmal haben Hochdruckregister auch zwei Labien:
- Entweder an den gegenüberliegenden Seiten (Vorder- und Rückseite) der Pfeife, wie z. B. bei dem 1906 von der Firma E. F. Walcker & Cie erfundenen Synthematophon;
- oder, wie vom deutschen Orgelbauer Wilhelm Theodor Friedrich Weigle (1850–1906) 1901 erfunden, eine besondere Art Hochdruckregister, die sogenannten Seraphonstimmen, bei denen die beiden Labien an der Vorderseite der Pfeife einander benachbart sind und im rechten oder einem stumpfen Winkel aufeinanderstoßen.

### Schwebungsregister
Bei Schwebungsregistern werden statt einer Pfeifenreihe zwei leicht gegeneinander verstimmte Pfeifenreihen benutzt, um eine Schwebung zu erzeugen. Typische Vertreter dieser Register sind:
- Unda maris (lateinisch für „Meereswelle“), in unterschiedlichen Bauformen (Flöten oder Streicher, Holz oder Metall)
- Vox coelestis bzw. Voix céleste (lateinisch bzw. französisch für „himmlische Stimme“) aus Streichern
- Voce umana (italienisch für „menschliche Stimme“) aus Prinzipalen. Dieses Register ist hauptsächlich in italienischen Orgeln des 16. bis 18. Jahrhunderts disponiert. Es ist nicht zu verwechseln mit dem Register Vox humana, das aus Zungenpfeifen besteht.

Schwebungsregister klingen meistens in 8′-Lage. Mitunter (so die Voce umana) besteht das Schwebungsregister auch nur aus einer einzelnen Pfeifenreihe, die dann entsprechend „verstimmt“ ist. In diesem Fall muss es in Verbindung mit einem anderen 8′-Register verwendet werden, damit der gewünschte Schwebungs-Effekt erzielt wird.
Hier der typische Klang einer Vox coelestis:

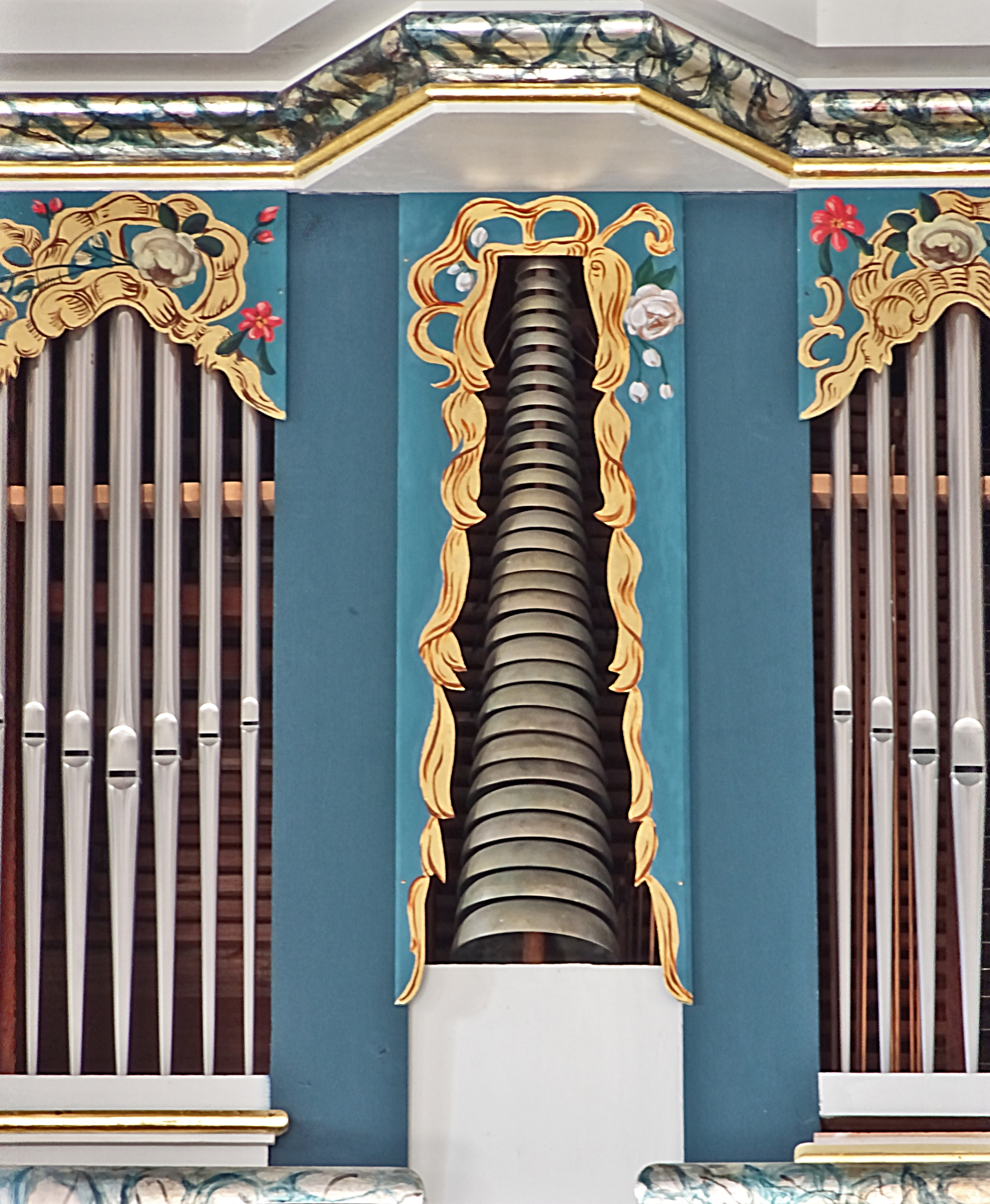
Glockenspiel-Register

Vox coelestis 371 kBⓘ

## Idiophone Register
Idiophone Register bestehen nicht aus Pfeifen, vielmehr werden Platten, Stäbe, Röhren, Schalen oder Glocken von mechanisch, pneumatisch oder elektrisch bewegten Hämmerchen angeschlagen, wenn der Orgelspieler das betreffende Register zieht und auf der zugehörigen Tastatur spielt. Schon im 12. und 13. Jahrhundert wurde die Orgel häufig kombiniert mit Cymbala, einem aus kleinen Glocken bestehenden Musikinstrument. Seit dem späten 17. Jahrhundert werden Orgeln manchmal mit einem mechanisch betätigtem Glockenspiel als Register ausgestattet. Seit dem frühen 20. Jahrhundert wurden insbesondere Konzertorgeln und Kinoorgeln auch mit mechanisch, pneumatisch oder elektrisch betätigten Celesta-, Marimba-, Röhrenglocken- oder Xylophonregistern versehen.

## Neben- und Effektregister
Als Orgelregister im weitesten Sinne bezeichnet man auch den Tremulanten und die als Hilfsregister durch Registerzüge zu betätigenden Spielhilfen wie Koppeln, Kombinationen und Sperrventile, sowie die ebenfalls durch Registerzüge einschaltbaren mechanischen Spielwerke und speziellen Effekte wie etwa Zimbelstern, Kuckucksruf (Cuculus), Nachtigall, Pauke und Donner. Nur noch selten anzutreffen ist der sogenannte „Kalkantenruf“ zur Benachrichtigung menschlicher Helfer beim Treten des Balgs, der mit einer Klingel in der Nähe des Kalkanten verbunden ist. Heute verbirgt sich hinter diesem Register gelegentlich auch der Schalter für das elektrisch betriebene Gebläse. Eine weitere Hilfe beim Registrieren stellt die Registerfessel dar (auch französisch als Prolonguement bezeichnet).

### Nichtakustische Registerzüge

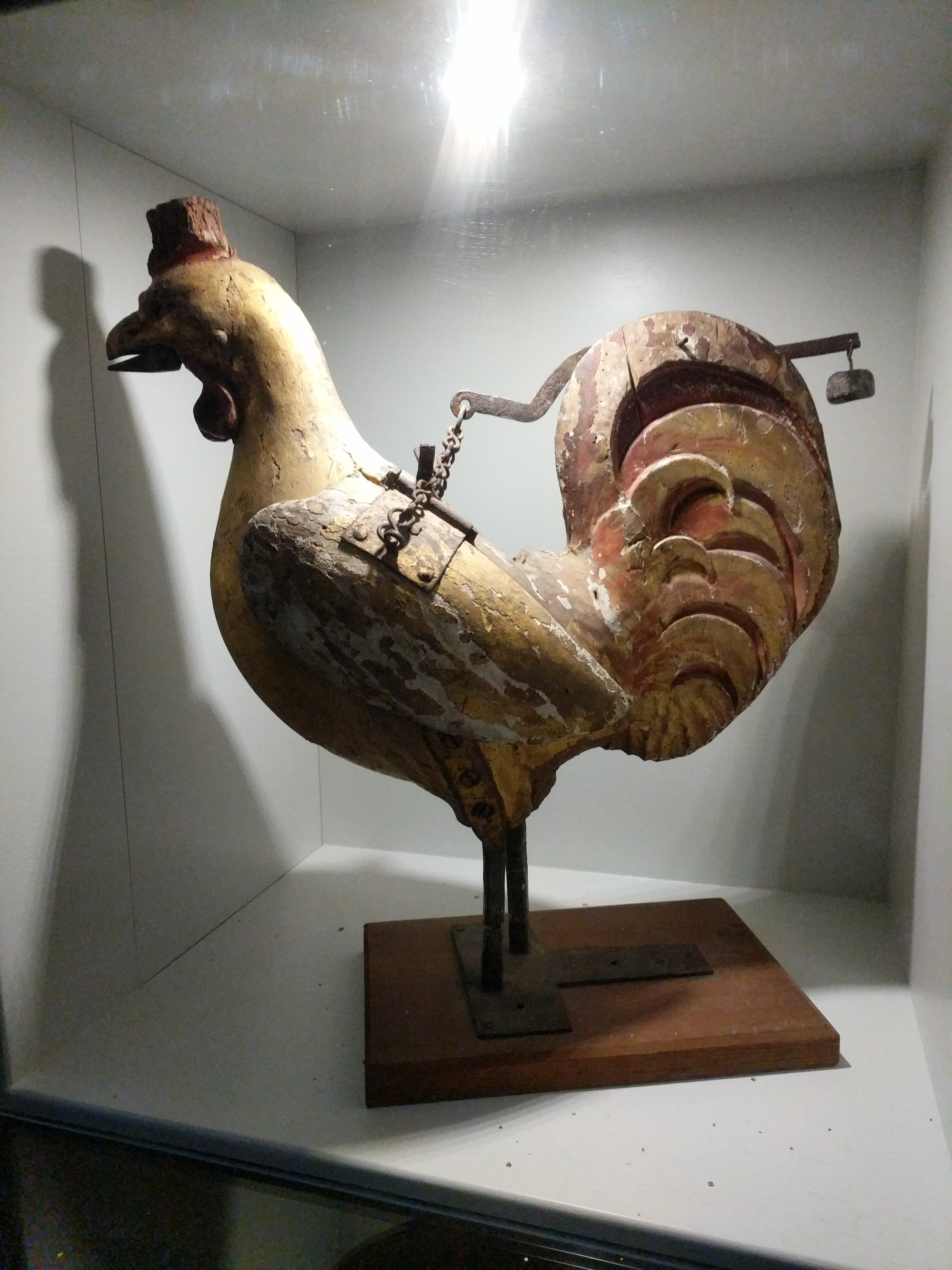
Goldener Hahn von 1605 vom Prospekt der damaligen Magdeburger Domorgel

Nichtakustische Registerzüge betätigen spezielle Effekte an der Orgel, die nicht zum Musizieren gedacht sind. Ein historisches Beispiel ist die bekannte Compenius-Orgel von 1605 des Magdeburger Doms, an deren ohnehin üppigst verzierten Prospekt gleich zwölf bewegliche Figuren prangten, darunter eine vergoldete, hölzerne Nachbildung eines Hahnes, der mit den Flügeln schlagen konnte und in späterer Zeit ein Signal für die undiszipliniert gewordenen Messbesucher, zur Ruhe zu kommen, war. Ein weiteres Beispiel ist der „Fuchsschwanz“, bei dessen Einschaltung aus einer Klappe der Schwanz eines Fuchses hervorschnellt. Ein anderes berühmtes Beispiel eines nichtakustischen Registerzugs ist der „Riesling 2fach“, gebaut in der Orgel der Kirche Sankt Martin in der Weinbaustadt Lorch am Rhein: Die Betätigung lässt eine Schublade herausfahren, in der zwei Flaschen Wein liegen. Ein ähnliches Register gibt es im Dom von Ratzeburg, dort als „Rauschwerk“ betitelt und mit Whiskey bestückt. Die Vleugels-Orgel von St. Fidelis (Stuttgart) besitzt gleich zwei ungewöhnliche Registerzüge: Zum einen einen „Penicillus 1⁄2′ “ (penicillus = lat. Schwänzchen oder Pinsel) – hinter diesem Zug verbirgt sich ein Pinsel zur Reinigung der Tastatur; sowie ein „Plumbum 2⁄3′ “ (plumbum = lat. Blei) – dieser Zug öffnet eine Schublade mit einem Bleistift. Im Kölner Dom erscheint hinter einer Klappe bei Betätigung des Registers „Loss jonn“ (Kölner Dialekt: „Jetzt mach mal!“, „Los!“) in Begleitung einer Kölner Melodie die Figur des ehemaligen Dompropstes Bernard Henrichs mit aufgesetzter Narrenkappe. In St. Peter in München erscheint ein Gockelhahn, im Trierer Dom öffnet sich am Sockel des Schwalbennestes eine Klappe mit einem Pan-spielenden Teufelchen und in der Paulus-Kirche in Werl (auch in der St. Sebastian-Kathedrale in Magdeburg) lässt der Registerzug „Vox Strigis“ (lat. Stimme der Eule) die lebensgroße, hölzerne Nachbildung einer Eule (von den Kindern „Pauline“ getauft), begleitet von dem „Schuhu“ einer Holzpfeife, aus dem Inneren der Euleorgel hervortreten. Auch in der aktuellen Hauptorgel des Magdeburger Doms lässt sich, in Anlehnung an das Vorbild von 1605, eine Nachbildung eines Hahns aus dem Orgelgehäuse ausfahren.
Am Prospekt der barocken Orgel der Kirche Basedow sind geschnitzte Löwenköpfe unter den Pedaltürmen, die beim Ziehen des in den Türmen stehenden Registers Principal 16´ mit den Augen rollen und die Zunge herausstrecken.
Solche Registerzüge sind nicht zu verwechseln mit blinden Registerzügen.

### Blinde Registerzüge
Blinde Registerzüge sind meist nur aus Symmetriegründen oder (bei neueren Orgeln) als Platzhalter für mögliche Erweiterungen angebracht. Teilweise sind sie mit humorvollen Beschriftungen wie Predigtabsteller, nihil sine me („nichts ohne mich“), Noli me tangere („rühr mich nicht an“), Schwyger 32′ bzw. schlicht Schweiger (Schwyger = „Schweiger, der Schweigende“), Ductus inutilis („unbrauchbarer Zug“), Vox ineffabilis („unaussprechliche Stimme)“, Pro forma, Manum de tabula („hör auf zu arbeiten!“), Nihil („Nichts, bedeutungslos“) oder ähnlichem versehen. Oft sind diese Züge jedoch einfach mit Vakant, Vacat oder Vacant (von lat. vacare = „fehlen“) oder überhaupt nicht beschriftet. Sie besitzen keine Funktion.

## Elektronische Orgeln

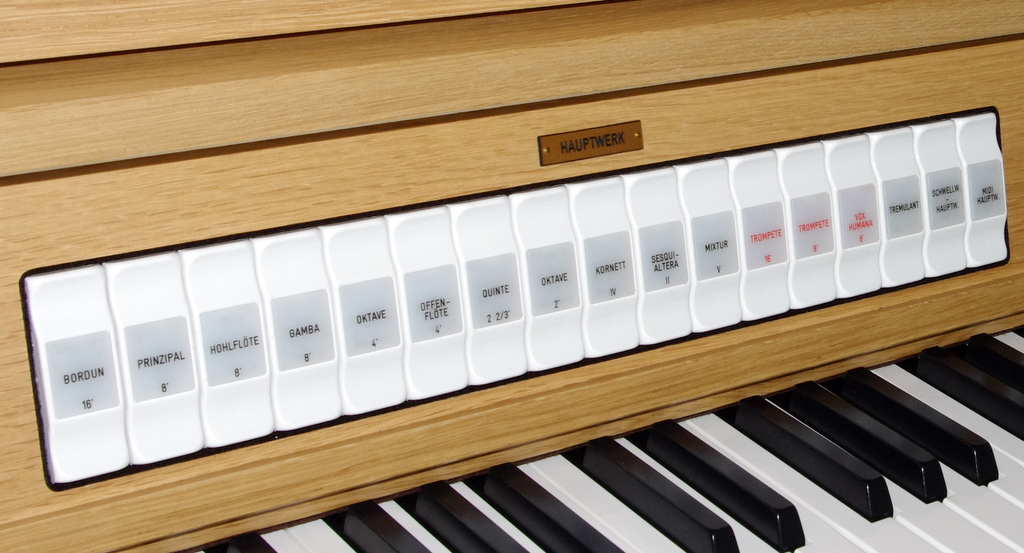
Registertaster einer elektronischen Sakralorgel, die wie klassische Registerwippen geformt sind

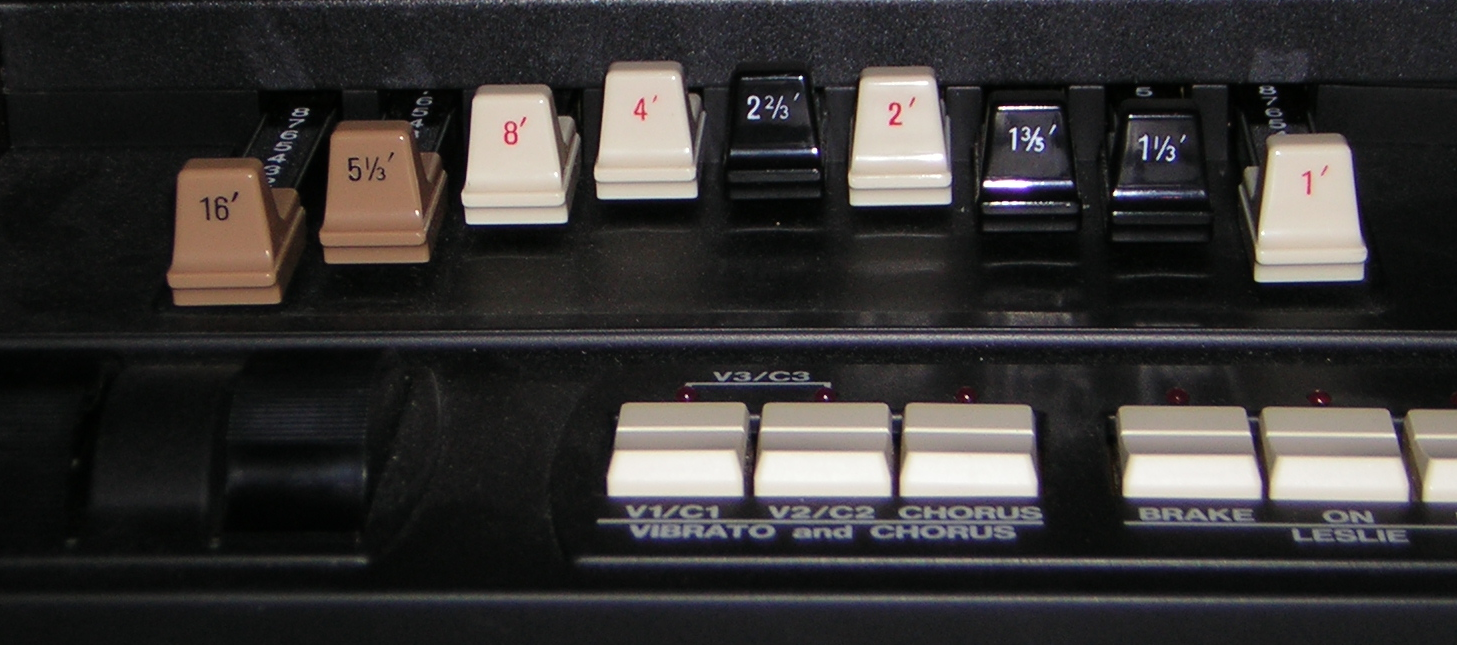
Zugriegel an einer Hammond-Orgel zur 9-stufigen bzw. stufenlosen Mischung (mit der aus dem Pfeifenorgelbau übernommenen Angabe in „Fuß“)

Auch bei elektronischen Orgeln sind Register implementiert, die sich mehr oder weniger direkt an das Vorbild der Pfeifenorgel anlehnen. Vor allem bei elektronischen Sakralorgeln bemüht man sich um eine möglichst exakte Nachbildung, so dass ein Spieler die gleichen eingebürgerten Registerschalter und Registernamen vorfindet und die Notenliteratur direkt verwenden kann. Bei Orgeln für den Unterhaltungsbereich werden dann die Möglichkeiten der Elektronik weiter ausgeschöpft, indem beispielsweise die verschiedenen Register über Zugriegel mit 9-stufigen bzw. stufenlosem Lautstärkeverhältnis gemischt werden können.

## Phraseologie
Aufgrund der Orgelregister hat sich im umgangssprachlichen Gebrauch die Phrase „Alle Register ziehen“ etabliert. In Bezug auf die Orgel schöpft man so das komplette Klangvolumen des Instruments aus, im übertragenen Sinne will der Verwender alle Mittel ausschöpfen, um sein Ziel zu erreichen.